# 제20전투비행단 (대한민국)
제20전투비행단(第二十戰鬪飛行團, 20th Fighter Wing)은 충청남도 서산시 서산비행장에 위치한 대한민국 공군의 전투비행단이다.

## 역사[1]
- 1996년 12월 2일: 제20전투비행단 창설
- 1997년 3월 25일: 제120비행대대, 제123비행대대 전력수용
- 1998년 6월 1일: 제121비행대대 재창설
- 1999월 2월 1일: 제157비행대대 재창설 및 기종전환
- 2010년 9월 28일: 대통령 부대표창
- 2011년 1월 21일: KF-16 기종 최초 주기검사 1,000대 출고 달성
- 2014년 9월 24일: '14 Red Flag-Alaska 참가
- 2016년 10월 1일: 대통령 부대표창
- 2017년 6월 1일: '17 Red Flag-Alaska 참가
- 2017년 12월 22일: 비행단 15만 시간 무사고 비행기록 달성

## 부대
기종은 모두 KF-16C/D를 운용한다.
- 제120전투비행대대
- 제121전투비행대대
- 제123전투비행대대
- 제157전투비행대대

## 사건 및 사고
- 2021년 5월 22일: 여군 중사가 성추행 고통으로 자살하는 사건이 일어났다. 2021년 공군 부사관 성추행 사망 사건 참조.

- 2022년 1월 4일: 훈련 중이던 청주기지 소속 F-35A가 저고도 운항 중 '쿵' 소리와 함께 엔진과 조종간을 제외한 모든 장비가 먹통이 되어 랜딩기어도 작동하지 않아 서산기지에 동체 착륙을 시도하는 비상상황이 발생했다.[2] 조사 결과 좌측 흡입구에 독수리가 충돌하여(버드 스트라이크) 사체가 기체 격벽을 뚫고 무장 적재실로 들어간 것이 먹통을 일으킨 원인이었다.[3]